# Mossel Bay (municipalité)
La municipalité locale de Mossel Bay (Mossel Bay Local Municipality) est une municipalité locale du district municipal de la route des jardins dans la province du Cap-Occidental en Afrique du Sud. Le siège de la municipalité est situé dans la station balnéaire de Mossel Bay.

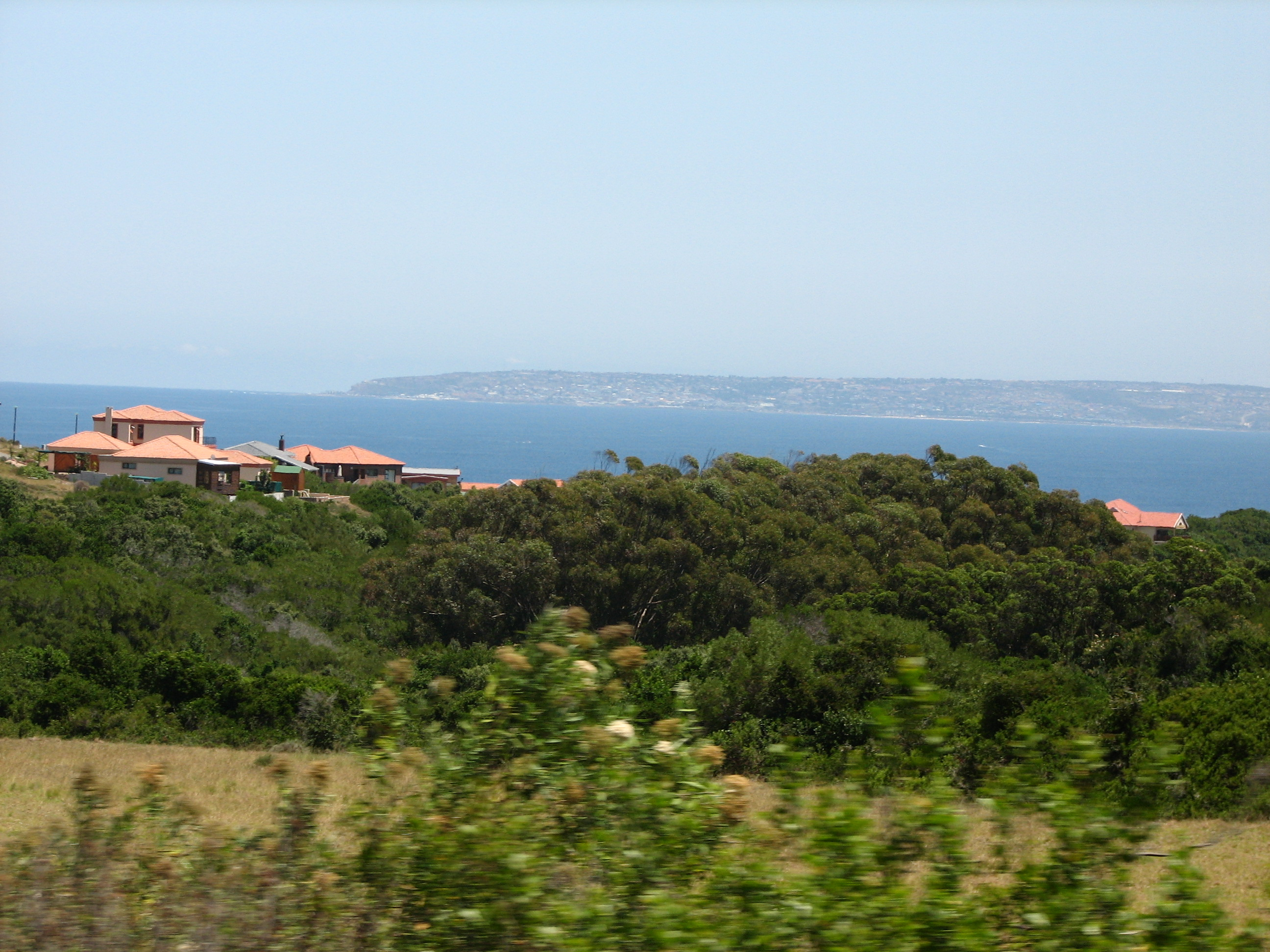
Municipalité locale de Mossel Bay

## Démographie
La municipalité de Mossel Bay compte 71 439 habitants (recensement de 2001) dont 48,51 % de métis, 28,46 % de blancs, 22,67 % de noirs et 0,36 % d'indiens et asiatiques.

## Organisation
La municipalité de Mossel Bay est recomposée territorialement en 2000 et comprend maintenant les villes, villages et localités de :
- Boggomsbaai
- Brandwag
- Buisplaas
- D'Almeida
- Dana Bay
- Glentana
- Great Brak River
- Friemersheim
- Hartenbos
- Herbertsdale
- Hersham
- KwaNonqaba
- Little Brak River
- Mossel Bay
- Outeniqua Beach
- Rheebok
- Ruiterbos
- Southern Cross
- Tergniet
- Vleesbaai

## Historique
Avant 1994, la région de Mossel Bay fait partie du South Cape Regional Services Council (RSC). Les villes de Mossel Bay, Hartenbos, Great Brak River et Herbertsdale sont gérées par des conseils municipaux élus par les habitants blancs de ces localités. Les petites stations balnéaires sont régies par des conseils locaux : un conseil pour Boggomsbaai, un autre pour Little Brak River, Reebok et Tergniet et un dernier nommé Gleniqua pour Glentana, Outeniquastrand et Bothastrand. L'ancienne colonie missionnaire de Friemersheim est de son côté dirigée par un conseil d'administration. Les résidents coloureds de D'Almeida (Mossel Bay) et de Great Brak River élisent pour leur part les membres de comités de gestion, lesquels sont subordonnés aux conseils municipaux de Mossel Bay et de Great Brak River. Enfin le township de Kwanonqaba est dirigé par un conseil municipal créé en vertu de la loi de 1982 sur les autorités locales noires.
Pendant que les négociations constitutionnelles se déroulent au niveau national, un processus est mis en place pour que les autorités locales conviennent de fusions volontaires. En mars 1992, la municipalité de Great Brak River, le comité de gestion de Great Brak River et le conseil local de Gleniqua fusionnent pour former une seule municipalité pour la région de Great Brak River.
Après les élections générales sud-africaines de 1994 et à la suite des négociations entre les parties concernées (autorités locales, partis politiques, organisations communautaires), les autorités locales sortantes sont dissoutes pour être remplacées, entre décembre 1994 et février 1995, par des conseils locaux de transition (TLC) pour chaque ville, village et station balnéaire : 
- le TLC d'Herbertsdale remplace la municipalité de Herbertsdale
- le TLC de Friemersheim remplace le Directoire de Friemersheim
- le TLC de Mossel Bay remplace les municipalités de Mossel Bay et Hartenbos, le comité de gestion D'Almeida, le conseil municipal de Kwanonqaba, le conseil local de Bogomsbaai et le conseil local de Klein Brak River, Reebok et Tergniet.
- le TLC de Great Brak River remplace la municipalité pour la zone de Great Brak River.

Les TLC sont initialement composés de membres nommés par les différentes parties aux négociations, en attendant l'organisation d'élections municipales qui eurent lieu en mai 1996. A cette date, est aussi constitué un conseil de district de South Cape pour remplacer le RSC de South Cape et des conseils représentatifs de transition (TRC) sont élus pour représenter les zones rurales, en plus des TLC, au sein de ce conseil de district. La zone qui va devenir la municipalité de Mossel Bay comprend ainsi le TRC de Mossel Bay et une petite partie du TRC d'Outeniqua.
Lors des élections locales de décembre 2000, les TLC et TRC sont dissous pour laisser la place à la municipalité de Mossel Bay, constituée en autorité locale unique incorporant les zones rurales et urbaines. Lors de la même élection, le conseil du district de South Cape est remplacé par le district d'Eden.
En 2018, le district d'Eden prend le nom de district municipal de la route des jardins.

## Administration
Lors des élections municipales sud-africaines de 1988, Mossel Bay est l'une des quelques municipalités remportées par le parti conservateur d'Afrique du Sud dans la province du Cap. Le maire d'alors, Johan Oosthuizen, s'est opposé à la déségrégation des plages.
Depuis 2000, la municipalité locale de Mossel Bay est un bastion électoral de Alliance démocratique.
Lors des élections municipales de mai 2016, l'Alliance remporte 60,83 % des voix et 17 sièges devant l'ANC (26,45 % des voix et 7 sièges), ICOSA, le front de la liberté et le ACDP (1 siège chacun).
Lors des élections municipales de 2021, l'Alliance remporte 66,24 % des voix et 19 des 29 sièges du conseil municipal.

### Maires de Mossel Bay

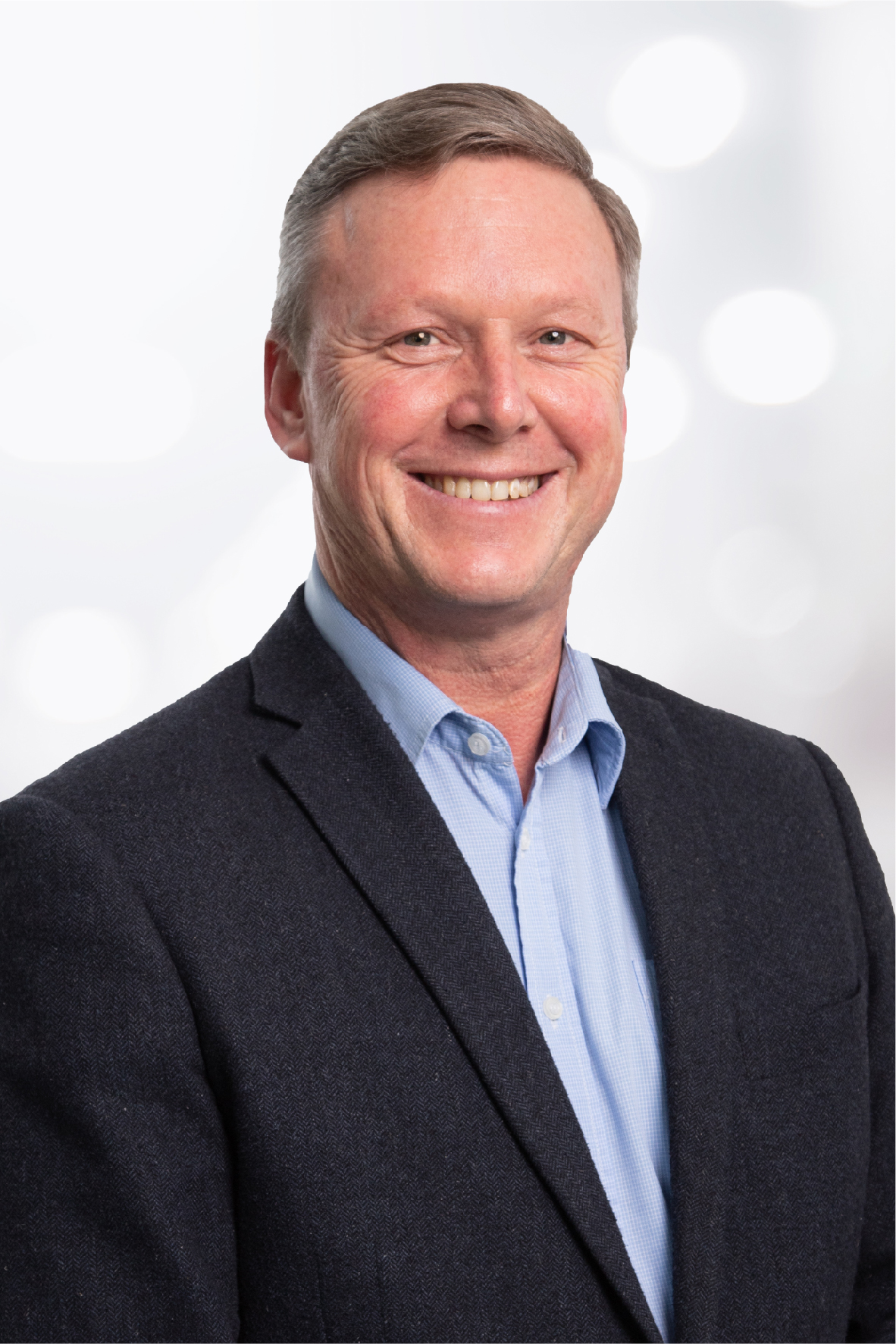
Dirk Kotzé, maire de Mossel Bay depuis novembre 2021

- Solomon Kanterowitz, maire en 1925
- Harry Miller, maire de 1957 à 1960
- Rudie Barnard, maire en 1987-1988
- Johan Oosthuizen (parti conservateur), maire en 1988-1989

| Maires depuis 2000 | Parti politique | Terme                     |
| ------------------ | --------------- | ------------------------- |
| André Nel          | DA              | décembre 2000 - 2004      |
| Michael Carelse    |                 | octobre 2004 - 2006       |
| Maria Ferreira     | DA              | 2006 - 2016               |
| Harry Levendal     | DA              | aout 2016 - novembre 2021 |
| Dirk Kotzé         | DA              | Depuis novembre 2021      |

.